# Terminal Autobuses de Primera Clase de Tuxpan (Veracruz)
La Terminal Autobuses de Primera Clase de Tuxpan (Veracruz),  más conocida como la Terminal ADO Tuxpan (Veracruz), es una de las terminales más pequeñas del puerto al norte de México, región conocida como la región de la huasteca veracruzana.

## Ubicación
Se encuentra en el Bulevar Jesús Reyes Heroles, también conocido como Calle Genaro Rodríguez No. 1 (Frente al mercado municipal de Tuxpan)....Referencias: La terminal ADO se encuentra frente al mercado municipal de Tuxpan.En Tuxpan encuentras a las líneas Autobuses de Oriente ADO de primera clase, Autobuses Unidos AU, servicio directo económico, Autobuses ADO, GL clase ejecutiva.

### Destinos principales
Salidas diarias a Córdoba, Xalapa, Martínez de la Torre, México DF Central del Norte, Poza Rica, Pachuca, Puebla, Veracruz.
(Centrales y Terminales de autobuses en México Guía de viaje © 2016 (DR9)

## Historia
La Terminal Central de Autobuses de Primera Clase de Tuxpan (Veracruz) fue inaugurada en 1971 cuando Grupo ADO y socios de autobuses cuando fue adquirida en 1971 tiempo después en virtud de que la empresa tenía en su poder permisos de primera clase para las rutas Reynosa y Matamoros.

### Construcción de la Nueva Terminal de Autobuses de Primera Clase
En el año 2010 Grupo ADO construirá la Nueva Terminal ADO fuera del centro de la ciudad, luego de las gestiones realizadas por las autoridades locales y de la empresa socia de la dicha empresa. se trata de una inversión millonaria que vendría a resolver uno de los problemas viales en ese puerto, en medio de polémica por manifestantes de los habitantes de ese puerto, no se dieron los detalles de esa cifra millonaria para invertir en tuxpan para la construcción de lo que será la más moderna terminal de pasajeros de esa misma empresa en todo el país; inversión que habrá de crear para los tuxpeños más de 500 empleos indirectos y al menos 500 empleos, en 2012 había iniciado el proyecto de la Nueva Terminal ADO.
La nueva terminal ADO, anunciada en noviembre de 2023 por el alcalde José Manuel Pozos Castro y Mobility ADO, representa una inversión de 198 millones de pesos destinada a modernizar el transporte en Tuxpan. Con 69 cajones de estacionamiento, 112 asientos en su sala de espera y un diseño ecológico que incluye luminarias de bajo consumo, esta obra promete ser un motor de desarrollo económico y turístico para el Puerto de los Bellos Atardeceres. Sin embargo, su construcción no estuvo exenta de desafíos, muchos de los cuales tienen raíces en la gestión de propiedades clave en la ciudad.
La nueva terminal ha sido diseñada bajo los principios de sustentabilidad, eficiencia energética e inclusión, alineándose con la filosofía de Mobility ADO que inicio operaciones en 4 de abril de 2025. Entre sus principales características destacan:
Ahorro de energía, con el uso de luminarias eficientes, sensores de presencia, vidrio de control solar y materiales aislantes.
Sustentabilidad, mediante áreas abiertas y el aprovechamiento de la iluminación natural.
Eficiencia en el uso del agua, con muebles sanitarios de bajo o nulo consumo de agua.
Materiales y recursos que priorizan el uso de materiales reciclados y de bajo contenido de compuestos orgánicos volátiles (VOC).
Infraestructura inclusiva, con rampas, guías táctiles, cajones de estacionamiento y señalización adecuada para personas con discapacidad.
Ambiente libre de humo que garantizan un entorno más saludable para los pasajeros.

### Controversia
Sin embargo en 2015 el proyecto de la construcción de la Nueva Terminal ADO de la misma empresa con la cifra no revelada con la obra actual podría no concretarse debido a los legales de ese terreno, no se dieron los detalles el inicio de la obra. pudieran no concretarse en su totalidad derivado que el edificio en el que se contemplaba la ampliación y modernización de la terminal ya existente, debido a que ha resultado un proceso muy largo, se ha presentado el atraso en este proyecto, en la cual que podría tardar aún más o no desarrollarse. ya que la terminal actual ya es inadecuada, en particular por la calidad del servicio y por la alta demanda de personas que arriban diariamente a la ciudad, además de los caos viales que generan aunado a los servicios de taxis que transitan por esa zona y de igual forma, no han tomado la decisión de cambiar de lugar la terminal, pues en otros lugares manera como la Central Camionera de Tuxpan (Veracruz) que se encuentra en la ciudad los gastos de renta son excesivas que no resulta funcional económicamente para la empresa, pues habrá que esperar la decisión por parte de las autoridades locales, así también como la empresa si continua el proyecto de la Nueva Terminal ADO o cambiara en su lugar.

## Especificaciones de la Terminal
- Número de Andenes: 5
- Espacios de aparcamiento de autobuses:
- Superficie total de la terminal:
- Servicio de Estacionamiento:
- Número de taquillas: 3
- Número de locales comerciales:1
- Sala de espera: 1

Martínez de la torre
| Líneas de Autobuses      | Destinos |
| ------------------------ | --- |
| Autobuses de Oriente ADO | Acayucan, Apizaco, Cardel, Cárdenas, Cerro Azul, Chicontepec, Ciudad del Carmen, Coatzacoalcos, Córdoba, Costa Esmeralda, Frontera, Gutiérrez Zamora, Huauchinango, Huejutla, Juchitán de Zaragoza, Martínez de la Torre, Matamoros, Ciudad de México Norte, Minatitlán, Naranjos, Nautla, Oaxaca, Orizaba, Ozuluama, Pachuca, Pánuco, Papantla, Platón Sánchez, Potrero del llano, Poza Rica, Poza Rica Petromex, Poza Rica Centro, Puebla CAPU, Reynosa, Salina Cruz, San Rafael, San Sebastián, Soto la Marina, Tampico Alto, Tampico, Tantoyuca, Tehuantepec, Tempoal, Tepetzintla, Teziutlán, Tlalnepantla, Tlapacoyan, Tulancingo, Vega de la Torre, Veracruz CAVE, Villa Juárez, Villa Lázaro Cárdenas La UNO, Villahermosa, Xalapa. |
| ADO GL                   | Cárdenas, Ciudad del Carmen, Ciudad de México Norte, Ciudad de México Terminal Ejecutiva del Sur, Poza Rica, Reynosa, Tampico, Veracruz CAVE, Villahermosa, Xalapa. |

## Transporte Público de pasajeros
- Transporte Colectivo
- Servicios de Taxi